# 西庇阿 (印地安納州及俄亥俄州)
西庇阿（英語：Scipio）是位於美國印地安納州富蘭克林縣的一個非建制地區。該地的面積和人口皆未知。